# Le Courrier français

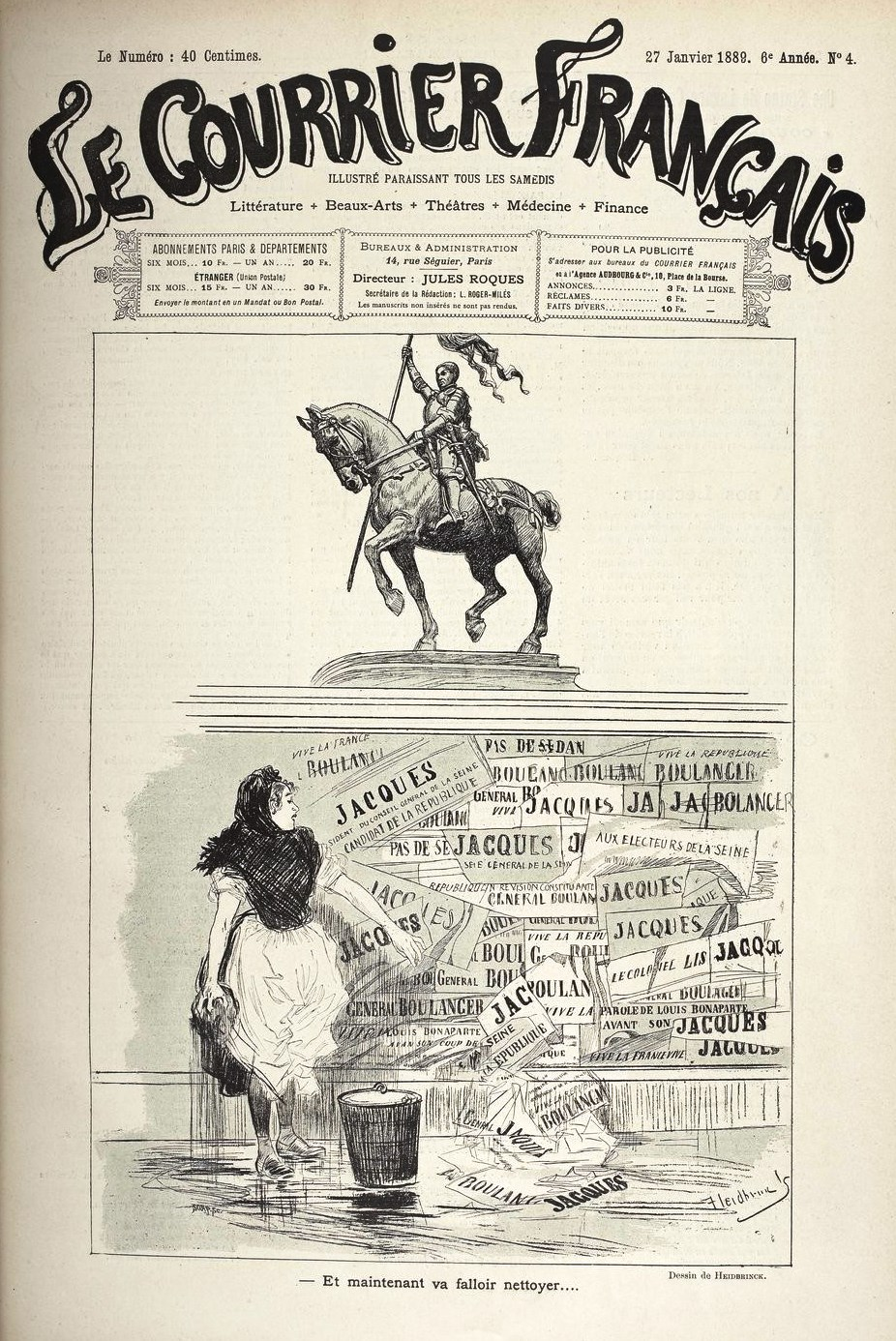
Le Courrier français vom 27. Januar 1889

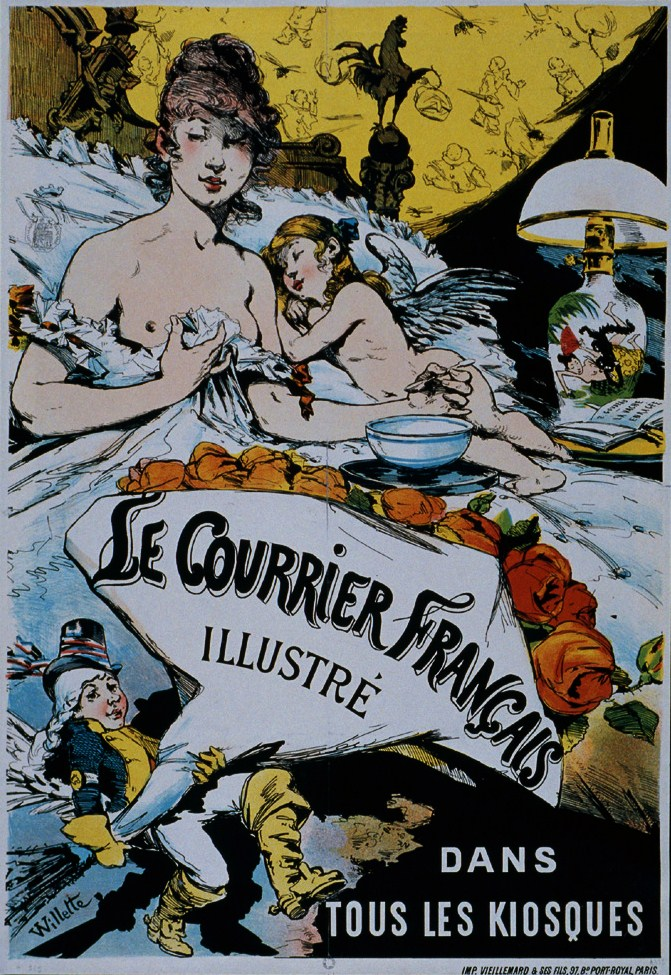
Plakat von Willette

Le Courrier français, später Le Courrier français illustré genannt, war eine illustrierte französische Wochenzeitung, die von Jules Roques gegründet und geleitet wurde. Sie erschien von 1884 bis 1914.

## Geschichte
Die erste Ausgabe erschien am 16. November 1884 zum Preis von 20 Centimes für 8 illustrierte Seiten im Format 30 × 40 cm. Gründer war Hypolythe-Jules Roques, ein Werbeagent für pharmazeutische Produkte bei verschiedenen Tageszeitungen. Nach zwei Monaten stieg die Auflage auf 100.000 Exemplare. Roques hatte den Titel der Wochenzeitung übernommen, die seine Mutter, Élise-Malvina Sorlin, in den Jahren 1858–1859 herausgegeben hatte.
Der Courrier français  wurde zum repräsentativsten satirischen Organ der damaligen Zeit. Zu seinen Redakteuren gehörten Maurice Bouchor, Hugues Delorme, Jean Lorrain, Jules Lévy, Octave Lebesgue und Raoul Ponchon; zu seinen Illustratoren J. Blass, Jules Chéret, Jean-Louis Forain, Hermann-Paul, Georges Jeanniot, Henri Pille, Paul Quinsac, David Widhopff und Adolphe Willette. Es enthielt Rubriken über Literatur, bildende Künste, Theater, Medizin und Finanzen. Édouard Monnais war für die Rubrik Literatur und Theater zuständig.
Die Zeitung repräsentierte um 1895 den leichten und sarkastischen Geist des Pariser Fin-de-Siècle und beherbergte die Elite der Zeichner, die sich jeden Abend im Café du Rat Mort auf dem Montmartre trafen. Ab 1885 beherbergte Jules Roques hier die Incohérents unter der Leitung von Jules Lévy. Raoul Ponchon veröffentlichte hier seine berühmten Gazettes rimées, satirische und leichte Stücke, die das aktuelle Geschehen aufgriffen. Henri Pille stellte die Sitten der Zeit in einem mittelalterlichen Gewand dar. Willette, der für die Gestaltung der meisten Titelseiten verantwortlich war, zeigte einen Montmartre-Patriotismus mit Pierrots und Harlequins, die sich sanft entkleideten.
Ab 1887 organisierten Roques, Willette und andere Künstler die berühmten Maskenbälle des Courrier, die nicht als lustiges Kostümtreffen gedacht waren, sondern als Zusammenkunft symbolischer Gruppen oder Persönlichkeiten, die ein geplantes und im Voraus angekündigtes Thema illustrierten. Diese Bälle sollten dazu beitragen, den Pariser Karneval wiederzubeleben, der nach dem französisch-preußischen Krieg von 1870, der Belagerung von Paris und der Blutwoche vorübergehend geschwächt gewesen war. Bei diesen Bällen wurden die Teilnehmerinnen durch die im Courrier veröffentlichten vorbereitenden Zeichnungen dazu angehalten, sehr leicht bekleidet zu erscheinen, was sicherlich auch den Erfolg dieser Veranstaltungen erklärt.
Am 15. Juni 1888 veranstaltete Le Courrier den „Ball der Kinder“. In der Jury saßen Jean Lorrain, der als Johannes der Täufer verkleidet war, Henri Pille als Feldhüter und Jean-Louis Forain als Gendarm. Damals waren Figuren aus der Commedia dell’arte in Mode: Pierrot, Pierrette, Harlekin und Pulcinella. Wie bei Pille war dies ein bevorzugtes Thema von Willette, einem anderen großen Illustrator der Zeit und Mitarbeiter der Revue illustrée.
Um 1900 veränderte sich der Stil etwas; durch Hermann-Paul wurden auch sozialkritische Töne eingebracht. 1913 ging die Leitung an Lucien Moline über, im Jahr darauf begann eine neue Serie unter der Leitung des Anwalts Georges Anquetil, die nur zwei Ausgaben hatte.

## Gelegentliche Mitarbeiter
Zu den Mitarbeitern zählten auch Marcel Duchamp, Henri-Louis Dupray, Gustave Fraipont, Jules Fontanez, Paul César Helleu, Manuel Robbe, Léon Roger-Milès, Henri de Toulouse-Lautrec und Jacques Villon.

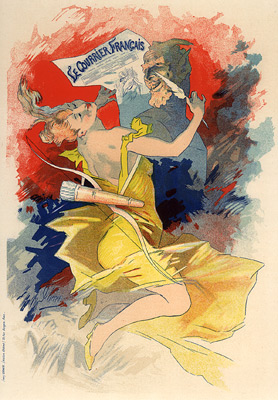
Plakat von Chéret
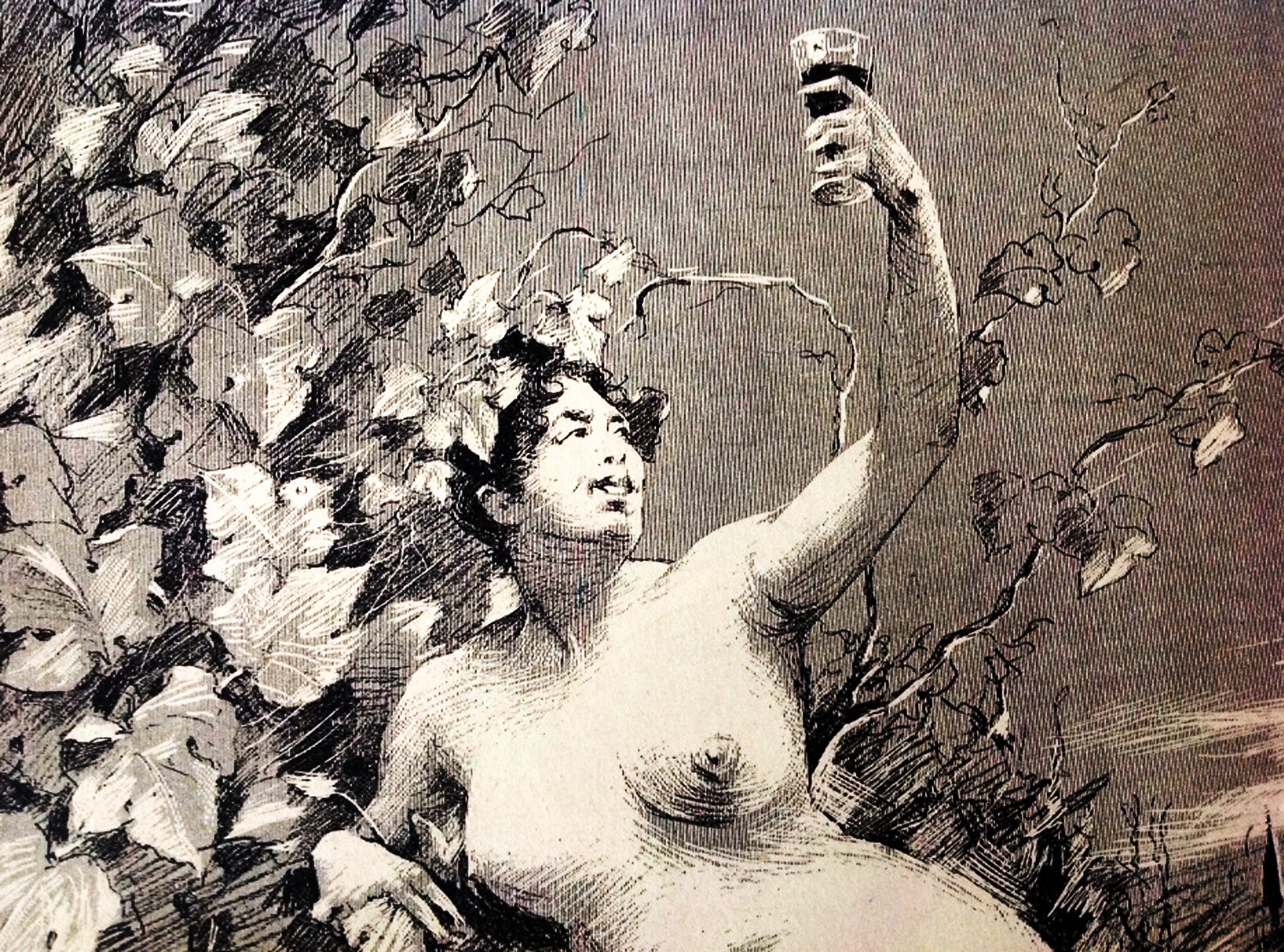
Zeichnung von Willette
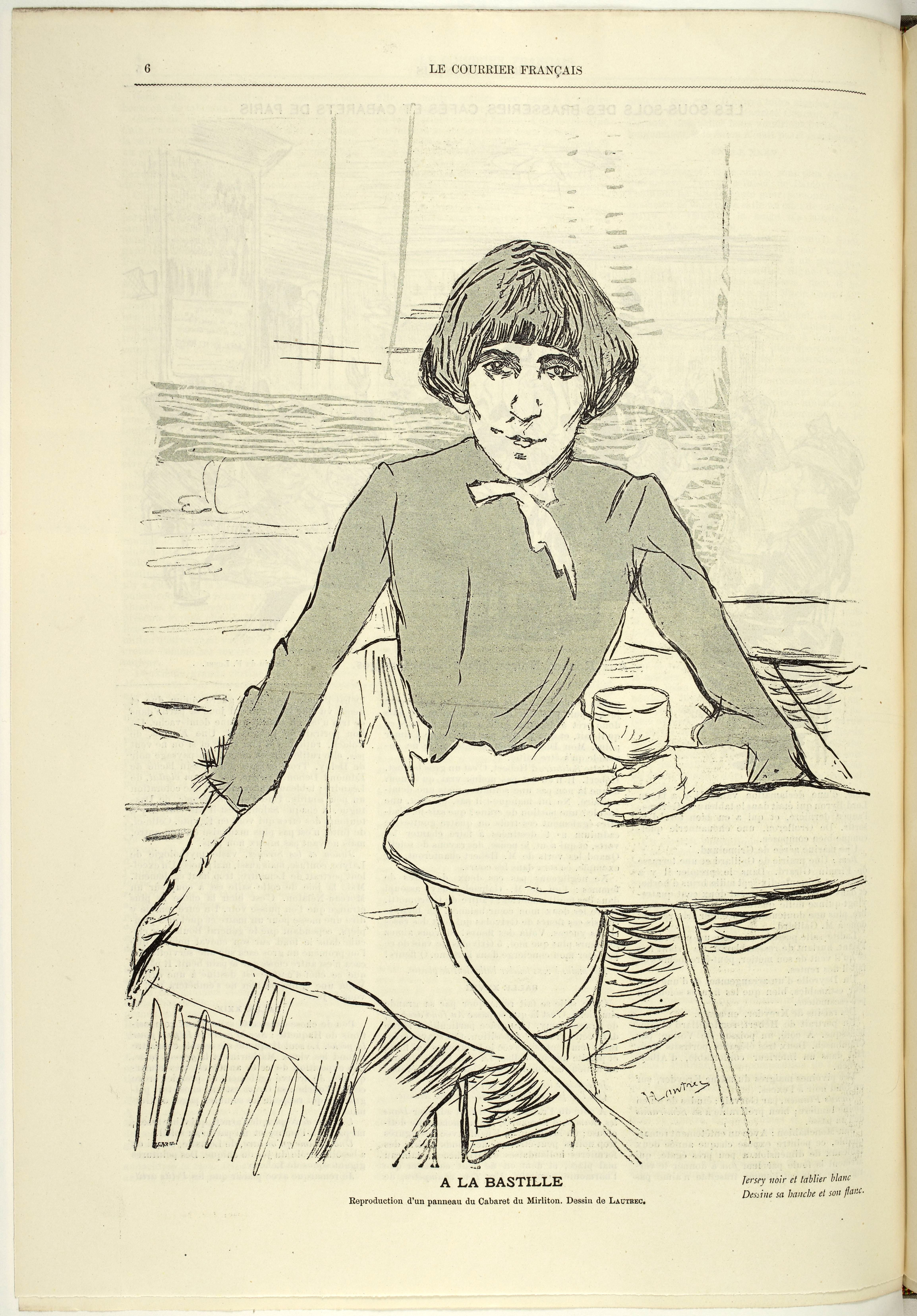
Zeichnung von Toulouse-Lautrec
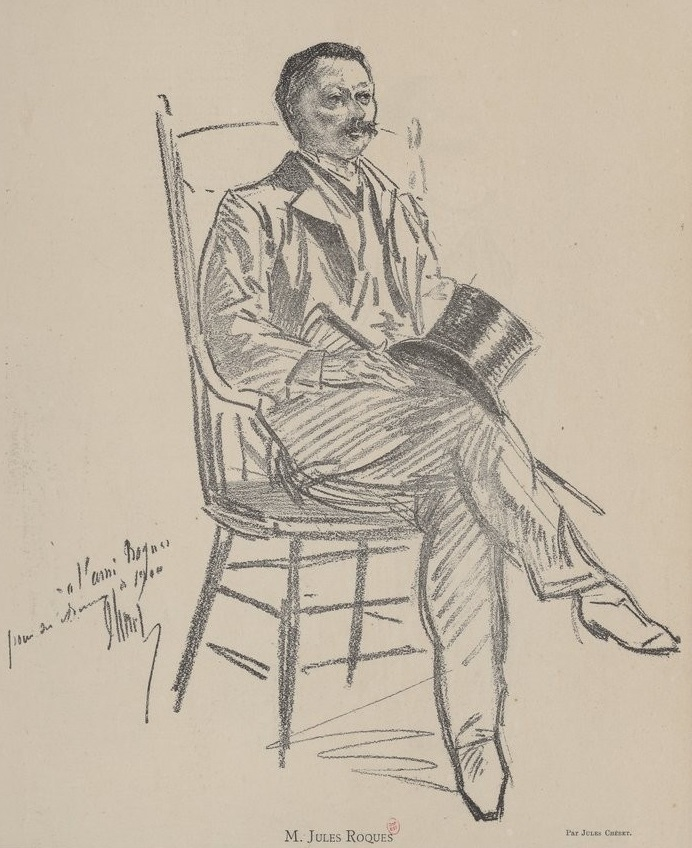
Jules Roques, Zeichnung Chéret

## Andere Zeitungen gleichen Namens
- Von 1819 bis 1851 bestand eine liberale Tageszeitung dieses Namens.[14]
- Im Zweiten Kaiserreich existierte eine Zeitung von 1864 bis 1870.[15]
- Eine Zeitung mit diesem Namen wurde 1858 von der Mutter Roques’ herausgegeben.[3]
- Von 1948 bis 1950 bestand eine royalistische Zeitung.[A 2]
- Aktuell gibt es in Frankreich eine Wochenzeitung mit diesem Namen, ohne dass ein Bezug zum historischen Courrier besteht.[16]